# هیرساو
هیرساو (به آلمانی: Hirsau) یک منطقهٔ مسکونی در آلمان است که در کالف واقع شده‌است.
 هیرساو  ۲٬۲۶۰ نفر جمعیت دارد.